# Stepan Atayan
Stepan Atayan (en ruso: Степан Атаян; Bakú, RSS de Azerbaiyán; 13 de julio de 1966) es un exfutbolista de Uzbekistán nacido en Azerbaiyán que jugaba en la posición de centrocampista.

## Carrera

### Club
| Periodo   | Club              |
| --------- | ----------------- |
| 1989–1991 | Köpetdag Aşgabat  |
| 1991      | Sogdiana Jizzakh  |
| 1992      | Temiryulchi Qoqon |
| 1993–1997 | Neftchi Farg'ona  |
| 1997–1999 | Proodeftiki FC    |
| 1999–2000 | Chalkidona FC     |
| 2000–2001 | Atromitos FC      |

### Selección nacional
Debutó con Uzbekistán el 18 de julio de 1995 en la derrota por 2-3 ante Hungría por la Copa Merdeka. Jugó en nueve ocasiones con la selección nacional sin anotar goles, ganó la medalla de oro en los Juegos Asiáticos de 1994 aunque no jugó y participó en la Copa Asiática 1996.

## Logros

### Club
- liga de fútbol de Uzbekistán (3): 1992, 1993, 1994
- Copa de Uzbekistán (2): 1994, 1996

### Selección nacional
- Juegos Asiáticos (1): 1994